# Декор

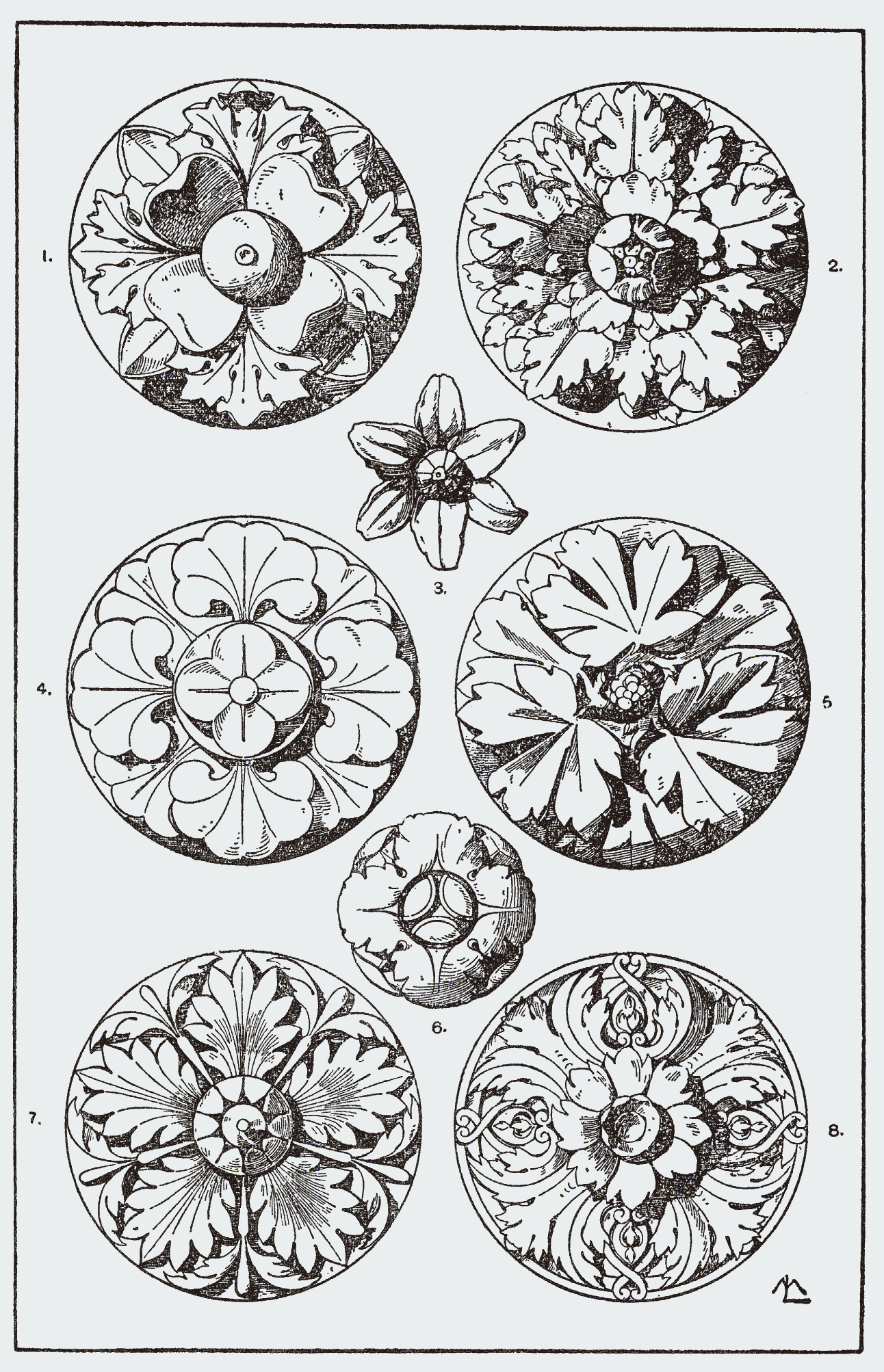
Розетка. Иллюстрация «Руководства по орнаменту» Франца Майера. 1898

Деко́р (лат. decor — приличие, пристойность, совместимость) — в традиционном значении под декором понимают совокупность элементов, составляющих внешнее оформление архитектурного сооружения, его интерьеров, а также предметов быта, изделий декоративно-прикладного искусства.

## Интерпретация термина
Декор может быть живописным, скульптурным, архитектурным, различным по материалу и технике выполнения.
Различают также «активный» декор, соответствующий конструкции постройки или изделия, связанный с его функцией и формой, и «пассивный» декор, не соответствующий членениям формы и привлечённый лишь для поверхностного украшения, например орнамент. 

В архитектуре под декором часто понимают всю неконструктивную часть сооружения, хотя декоративные элементы, как и орнаментальные, так или иначе, являются результатом долгой исторической эволюции и трансформации элементов, по разным причинам утратившим свою конструктивную функцию.
В древнем Риме под декором понимали что-то большее, чем просто украшение. В латинской риторике «decor» означает «достойное благообразие», то же, что «honor» — «украшение» в смысле «хвала, слава, почёт». Слово «decor» производили от «deceat» — «то, что подобает».
Согласно Цицерону, «греки называли это „prepon“, а мы называем „decorum“».
«Decor ornamentorum» означало «уместность украшений», оправданность деталей по отношению к целому. Противоположное значение: «indecentia» — «непристойность». Римляне понимали decorum как «сообразное, надлежащее, подобающее»; индивидуальную, особенную красоту, выражающую органичность приспособления частей к целому, какого-либо предмета или человека к особенностям ситуации, обстановки. Каждый предмет должен иметь свой «декорум» в отличие от всеобщей, абсолютной красоты, которую обозначали греческим словом symmetria. Глагол «decorare» означал «украшать» в смысле «возвеличивать, прославлять», в отличие от «ornare» — «украшать» в значении «снабжать необходимым, оснащать, вооружать».
«Так, если римскому легионеру требовалось „ornamentum“ — снаряжение, которое могло быть весьма дорогим, украшенным гравировкой и чеканкой, но, прежде всего, должно было охранять его жизнь в бою, то императору во время триумфа полагался „Decorum“. В это понятие включались пурпурная мантия триумфатора, лавровый венок, триумфальные арки и колонны, шествия и всё связанное с празднованием триумфа в особо торжественных случаях. Декор нёс в себе идеологический смысл. Орнамент имел формальное значение».
В современном искусствознании, после диссертационного исследования К. А. Макарова декором принято называть особый вид композиции, художественный смысл которой состоит во взаимодействии с окружающей средой — пространством, объёмом, массой, плоскостью, форматом, качеством (цветом, фактурой, текстурой) декорируемой поверхности.
Помимо основного формообразующего значения термина «декор» в различных видах искусства целесообразно выделять элементы декора, или декоративные элементы, имеющие стилевое значение, По декоративным элементам как «носителям стиля» нетрудно атрибутировать или предварительно классифицировать то или иное произведение искусства, поскольку другие элементы композиции, например сюжетные фигуры и их атрибуты в живописи или конструктивные элементы в архитектуре, тесно связаны с иными факторами: конструктивными, семантическими, символическими, идеологическими.

## Примеры декоративных элементов в архитектуре
- Гирька
- Десюдепорт
- Розетка
- Медальон
- Рельеф
- Атланты и кариатиды
- Традиционный архитектурный декор Китая
- Вазон